# Христманн, Якоб
Якоб Христманн (ноябрь 1554 в Йоханнисберг (Рейнгау), ныне Гайзенхайм — 16 июня 1613, Гейдельберг) — германский математик, астроном и учёный-востоковед, преподаватель.

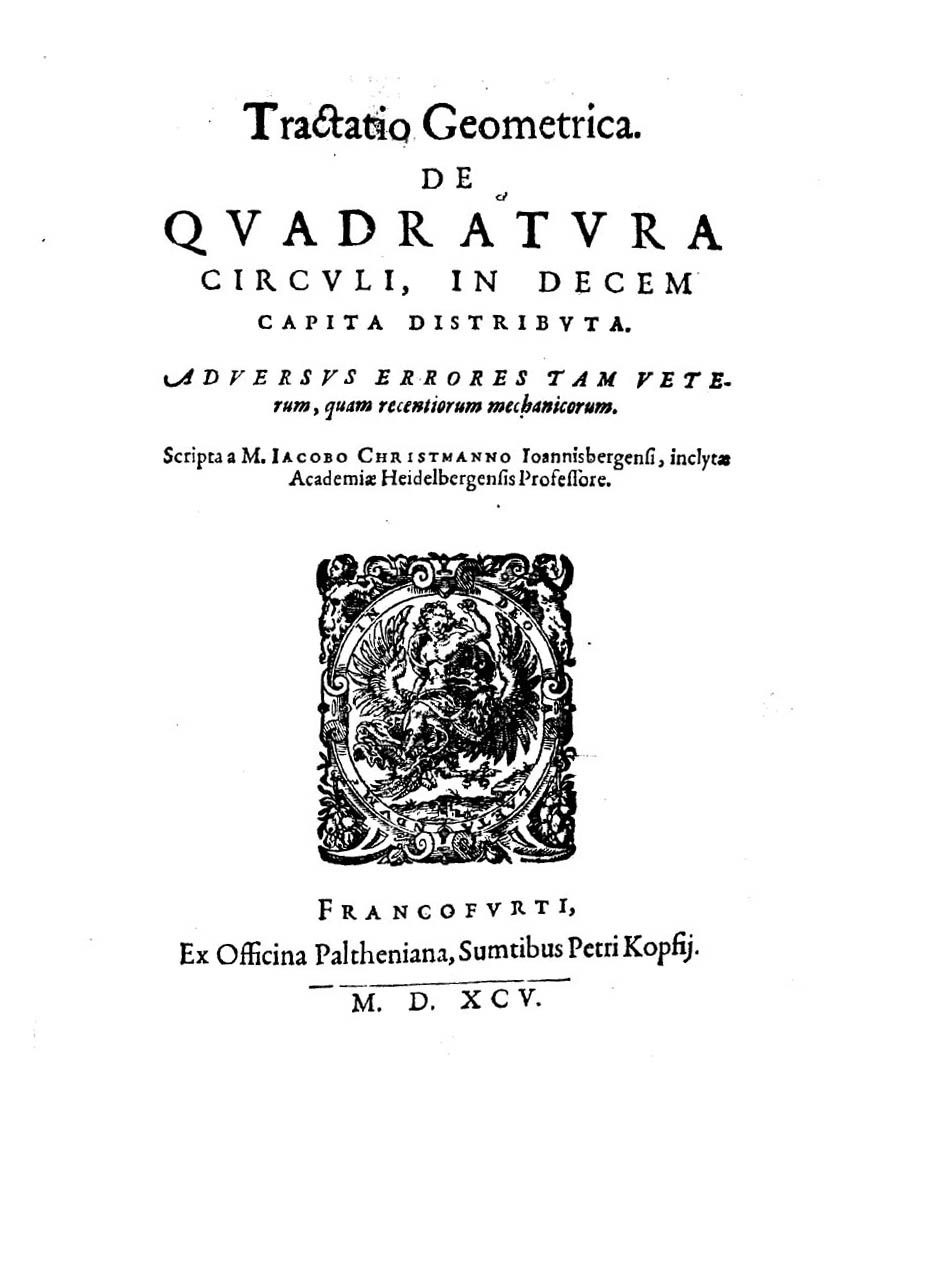
Tractatio geometrica de quadratura circuli, 1595

По национальности был евреем, до 1578 года перешёл в христианство. Изучал востоковедение в гейдельбергской Collegium Sapientiae, после окончания её был преподавателем в местном так называемом «дионисиануме». Вскоре стал помощником врача и гуманиста Томаса Эраста и последовал с ним сначала в Базель, а затем в Гейдельбергский университет. Однако вскоре ему пришлось покинуть это заведение из-за отказа по требованию курфюрста Людвига VI перейти из кальвинизма в лютеранство. Он некоторое время провёл в Бреслау, Вене, Праге, а в 1578 году стал преподавателем в Нойштадте в кальвинистском Казимириануме, основанном графом Иоганном Казимиром, и в 1582 году стал его ректором и преподавателем арабского языка, написав здесь же, вероятно, первый европейский учебник арабской грамматики.
В 1583 году, когда умер Лювиг VI, Христманн был снова принят в Гейдельбергский университет. С 1584 года был профессором иврита в нём и занимался каталогизацией рукописей Гийома Постеля. С 1591 года был также профессором аристотелевой логики, в 1602 году был назначен Фридрихом VI ректором университета, а в 1608 или 1609 году занял первую в Европе кафедру арабского языка.
Христманн перевёл на латинский язык арабское астрономическое сочинение аль-Фергани «Muhamedis Alfragani Arabis, chronologica et astronomica elementa» (Франкфурт, 1590 и 1618), во многом воспользовавшись еврейским переводом того же сочинения, сделанным в XIII в. в Неаполе Якобом Анатоли. К своему переводу он добавил множество примечаний и собственную статью «De Calendario Hebraeorum». Другие его труды: «Observationum solarium libri tres, in quibus explicatur verus motus solis in zodiaco etc.» (Базель, 1601; Бреславль, 1607); «Theoria lunae ex novis hypothesibus et observationibus demonstrata» (Гейдельберг, 1611); «Nodus gordius ex doctrinae sinuum explicatus; accedit appendix observationum, quae per radium artificiosum habitae sunt circa Saturnum, Jovem et lucidiores stellas fixas» (там же, 1612). Его «Tractatio geometrica de quadratura circuli» (Франкфурт, 1595) направлен главным образом против Скалигера; Христманн защищал предложение, что существовать может только приближенная квадратура круга. К Христманну после смерти Валентина Ото, сотрудника Ретикуса, перешли не только многие из рукописей последнего, но и оригинальный рукописный текст великого сочинения Коперника о системе мира.